# Mellby socken, Småland
Mellby socken i Småland ingick i Södra Vedbo härad, ingår sedan 1971 i Eksjö kommun i Jönköpings län och motsvarar från 2016 Mellby distrikt.
Socknens areal är 54,11 kvadratkilometer, varav land 45,99. År 2000 fanns här 400 invånare. Orten Värne samt kyrkbyn Mellby med sockenkyrkan Mellby kyrka ligger i denna socken. 

## Administrativ historik
Mellby socken har medeltida ursprung.
Vid kommunreformen 1862 övergick socknens ansvar för de kyrkliga frågorna till Mellby församling och för de borgerliga frågorna till Mellby landskommun. Denna senare inkorporerades 1952 i Höreda landskommun som 1971 uppgick  i Eksjö kommun.
1 januari 2016 inrättades distriktet Mellby, med samma omfattning som församlingen hade 1999/2000.
Socknen har tillhört samma fögderier och domsagor som Södra Vedbo härad. De indelta soldaterna tillhörde Kalmar regemente, Vedbo härads kompani och Smålands husarregemente, Hvetlanda skvadron, Hvetlanda.

## Geografi
Mellby socken ligger sydost om Eksjö vid sjön Solgen. Socknen består av kuperad skogsbygd i söder, och mer flack öppen bygd kring sjön och med norrut vidsträckta moss- och kärrmarker.

## Fornlämningar
En hällkistor från stenåldern, några gravrösen från bronsåldern och två järnåldersgravfält är kända. Fyra runristningar är kända några nu borta.

## Namnet
Namnet (1291 Mythalby) kommer från kyrkbyn. Förleden är midhal, mellan, och efterleden är by, gård. namnet anger byn lägen mellan Norrby och Söraby.

### Fotnoter
1. 1 2  Svensk Uppslagsbok andra upplagan 1947–1955: Mellby socken
2. 1 2  Harlén, Hans; Harlén Eivy (2003). Sverige från A till Ö: geografisk-historisk uppslagsbok. Stockholm: Kommentus. Libris 9337075. ISBN 91-7345-139-8
3. ↑  Administrativ historik för Mellby socken (Klicka på församlingsposten). Källa: Nationella arkivdatabasen, Riksarkivet.
4. ↑  Indelta soldater, torp och rotar i Jönköpings län Arkiverad 24 januari 2012 hämtat från the Wayback Machine. Jönköpingsbygdens Genealogiska Förening
5. 1 2  Sjögren, Otto (1931). Sverige geografisk beskrivning del 2 Östergötlands, Jönköpings, Kronobergs, Kalmar och Gotlands län. Stockholm: Wahlström & Widstrand. Libris 9939
6. 1 2 3  Nationalencyklopedin
7. ↑  Fornlämningar, Statens historiska museum: Mellby socken, Småland
8. ↑  Fornminnesregistret, Riksantikvarieämbetet: Mellby socken, Småland Fornminnen i socknen erhålls på kartan genom att skriva in sockennamn (utan "socken") i "Ange geografiskt område"
9. ↑  Mats Wahlberg, red (2003). Svenskt ortnamnslexikon. Uppsala: Institutet för språk och folkminnen. Libris 8998039. ISBN 91-7229-020-X. https://isof.diva-portal.org/smash/get/diva2:1175717/FULLTEXT02.pdf